# Ligne de Kál-Kápolna à Kisújszállás
La ligne de Kál-Kápolna à Kisújszállás ou ligne 102 est une ligne de chemin de fer de Hongrie, reliant Kál à Kisújszállás par Kápolna.